# فرهاد ناظرزاده کرمانی
فرهاد ناظرزاده کرمانی (زاده ۱۲ آذر ۱۳۲۶ در تهران) نمایشنامه‌نویس و استاد ممتاز پردیس هنرهای زیبای دانشگاه تهران و چهره ماندگار عرصه هنرهای نمایشی در سال ۱۳۸۱ است.

## زندگی
فرهاد ناظرزاده پسرِ احمد ناظرزاده کرمانی است. وی راه پدر را ادامه داد و به درس و دانشگاه گرایید و پژوهش‌هایی دربارهٔ تأثیر تلویزیون و رادیو در زندگی سالمندان و نیز هنرهای نمایشی انجام داد. او از سال ۱۳۵۶ کار تدریس را در دانشکده هنرهای دراماتیک و دوره فوق لیسانس صدا و سیما آغاز کرد، وی از اوایل دهه شصت و بعد از انقلاب فرهنگی، در دانشکده هنرهای زیبا به آموزش چندین نسل از دانشجویان تئاتر پرداخته‌است.

## فعالیت‌ها و افتخارات
- استاد دانشکده هنرهای زیبا، استاد ممتاز دانشگاه تهران در سال ۱۳۷۱
- همکاری در تأسیس دانشگاه هنر و راه‌اندازی گروه هنرهای نمایشی
- دریافت جایزه بهترین پژوهشگر هنر و بهترین نمایشنامه با مضمون وضعیت زنان در سال ۱۳۷۵
- چهره ماندگار عرصه هنرهای نمایشی در سال ۱۳۸۱

## تحصیلات
وی مدرک لیسانس ادبیات نمایشی و لیسانس علوم اجتماعی خود را از دانشگاه تهران گرفته‌است و در سال ۱۹۷۷ از دانشگاه ایالتی بولینگ گرین در مقطع دکتری فارغ‌التحصیل شد. رسالهٔ وی جایگاه رسانه‌های جمعی در زندگانی سالمندان: پژوهشی در مصرف رسانهٔ جمعی و رضایت از زندگی بین اعضای یازده کلوب سالمندی در منطقهٔ وودکانتی ایالت اوهایو بوده‌است:
- The Place of Mass Media in the Life of the Aged: A Study of Mass Media Consumption and Life Satisfaction Among the Members of Eleven Senior Citizen Clubs in Wood County, Ohio